# Outeiro da Cabeça
Outeiro da Cabeça é uma povoação portuguesa do Município de Torres Vedras que foi sede da extinta Freguesia de Outeiro da Cabeça, freguesia que tinha 5,70 km² de área e 823 habitantes (2016), e, por isso, uma densidade populacional de 144,4 hab/km².
A Freguesia de Outeiro da Cabeça foi extinta (agregada) pela reorganização administrativa de 2012/2013, sendo o seu território integrado na União das Freguesias de Campelos e Outeiro da Cabeça.

## População
| População da freguesia de Outeiro da Cabeça | População da freguesia de Outeiro da Cabeça | População da freguesia de Outeiro da Cabeça | População da freguesia de Outeiro da Cabeça | População da freguesia de Outeiro da Cabeça | População da freguesia de Outeiro da Cabeça | População da freguesia de Outeiro da Cabeça | População da freguesia de Outeiro da Cabeça | População da freguesia de Outeiro da Cabeça | População da freguesia de Outeiro da Cabeça | População da freguesia de Outeiro da Cabeça | População da freguesia de Outeiro da Cabeça | População da freguesia de Outeiro da Cabeça | População da freguesia de Outeiro da Cabeça | População da freguesia de Outeiro da Cabeça | População da freguesia de Outeiro da Cabeça |
| ------------------------------------------- | ------------------------------------------- | ------------------------------------------- | ------------------------------------------- | ------------------------------------------- | ------------------------------------------- | ------------------------------------------- | ------------------------------------------- | ------------------------------------------- | ------------------------------------------- | ------------------------------------------- | ------------------------------------------- | ------------------------------------------- | ------------------------------------------- | ------------------------------------------- | ------------------------------------------- |
| 1864                                        | 1878                                        | 1890                                        | 1900                                        | 1911                                        | 1920                                        | 1930                                        | 1940                                        | 1950                                        | 1960                                        | 1970                                        | 1981                                        | 1991                                        | 2001                                        | 2011                                        | 2016                                        |
|                                             |                                             |                                             |                                             |                                             |                                             |                                             |                                             |                                             |                                             |                                             |                                             | 986                                         | 932                                         | 840                                         | 823                                         |

Criada pela Lei nº 45/84  , de 31 de Dezembro, com lugares desanexados da freguesia de Maxial